# Colubroelaps nguyenvansangi
Colubroelaps nguyenvansangi é uma espécie de serpente da família Colubridae endêmica do Vietnã que não possui presas nem veneno.